# Вено Тауфер
Вено Тауфер (пуно име словен. Venčeslav Veno Taufer; Љубљана, 19. фебруар 1933 — Тополшица, 20. мај 2023) био је словеначки песник, есејиста, драмски писац и књижевни преводилац.

## Биографија
Средњу школу и студиј компаративне књижевности завршио 1960. на Филозофском факултету у Љубљани. Био је уредник Ревије 57 док није цензурисана 1959. године и припадао истоименој Групи 57. Радио је у словеначкој телевизији а после и у словеначкој редакцији BBC-а у Лондону.
Зачетник је словеначког модернистичког песништва, заједно са Данетом Зајцем и Грегором Стрнишом, деконструише сонетну форму и традиционални лирски језик (Оловне звезде – Свинчене звезде, 1958; Заробљеник слободе – Јетник простости, 1963; Вежбе и задаће – Ваје ин налоге, 1969; Песмарица употребљених речи – Песмарица рабљених бесед, 1975; Равнање чавала и друге пјесме – Равнање жебљев ин друге песми, 1979; Терцине за улупану трубу – Терцине за обтолчено тробенто, 1985). Пише и драме (Прометеј или Тема у зеници сунца – Прометеј али Тема в зеници сонца, 1968; Одисеј и син или Свет и дом – Одисеј и син али Свет ин дом, 1990), критике и есеје (На лондонском позоришном меридијану – Об лондонскем гледалишкем полдневнику, 1970; Авангардно и експериментално позориште – Авантгардна ин експериментална гледалишча, 1975; Рубом позорнице – Одром об роб, 1977).
Један од оснивача књижевног фестивала Виленица, осамдесетих година прошлог века. Био је и саветник министра за културу Словеније и председник Друштва Писаца Словеније, чији је почасни председник постао 2017. године.
Преводи с енглеског (Елиот, Јејтс, Менли Хопкинс, Волас Стивенс) и јужнословенских језика на словеначки (Ујевић, А.Б. Шимић, Парун, Павловић, Симовић, Михалић).

## Објављена дела

### Поезија
- Оловне звезде – Свинчене звезде (1958)
- Заробљеник слободе – Јетник простости (1963)
- Вежбе и задаће – Ваје ин налоге (1969)
- Песмарица употребљених речи – Песмарица рабљених бесед (1975)
- Равнање чавала и друге пјесме – Равнање жебљев ин друге песми (1979)
- Терцине за улупану трубу – Терцине за обтолчено тробенто (1985)
- Свирач пред паклом (1985)
- Водолија – Водењаки(1986, 2014)
- Оде – Ше оде(1996)
- Козми – Косми(2000)
- Ротације: Други Сонети (и Сонет Слобода: Есеј) – Ротитве : друго сонетје (ин Сонетна свобода сонета : есеј) (2003)
- Писмо у боци – Писмо в стекленици(2006)
- Коментари Телемаха (прикупљене колекције 1958-2006 са додатком нових песама 2009-2016)– Телемахови коментарји (збране збирке 1958-2006 з додатком нових песми (2016)

### Драме
- Прометеј или Тема у зеници сунца – Прометеј али Тема в зеници сонца (1964)
- Одисеј и син или Свет и дом – Одисеј и син али Свет ин дом (1990)

### Критике и есеји
- На лондонском позоришном меридијану – Об лондонскем гледалишкем полдневнику (1970)
- Авангардно и експериментално позориште – Авантгардна ин експериментална гледалишча (1975)
- Рубом позорнице – Одром об роб (1977)
- Звечање ланаца – Звенчање вериг (2004)

## Награде и признања
- Награда Прешерновог фонда (1974)
- Совретова (1976)
- Награда Бранко Миљковић 1985. (за књигу Свирач пред паклом)
- Јенкова (1987)
- Bethlen Gábor (1989)
- Међународна централноевропска награда Дунав (Беч, 1995)
- Велика Прешернова награда (1996),
- Међународна награда Јан Смрек у Братислави (2002),
- Златни ред за заслуге Републике Словеније (2005)
- Жупанчичева награда за животно дело (2016)